# Shanhaijing

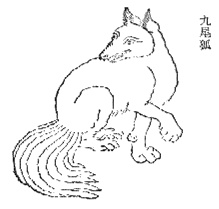
Renard à neuf queues, compagnon de Xiwangmu ; édition Qing

Le Shanhaijing 山海經, Livre des monts et des mers ou Classique des montagnes et des mers est un recueil de données géographiques et de légendes de l’Antiquité chinoise composé entre les Royaumes combattants et les Han. Ses éditeurs principaux, Liu Xiang et son fils Liu Xin des Han occidentaux, l’attribuèrent à Yu le Grand ou à son assistant Bo Yi. C’est la source principale des mythes chinois anciens encore très populaires. Lu Xun a évoqué dans Achang et le Shanhaijing  le plaisir que lui en procura la lecture dans son enfance.

## Évolution
La version actuelle est essentiellement celle des Han, commentée sous les Jin par Guo Pu (276-324) puis sous les Qing par Bi Yuan (1730-1797) (Shanhaijingjiaozheng ) et He Yixing (Shanhaijingjianshu ). Certains estiment que des éléments pourraient encore avoir été ajoutés à l'ensemble du temps de Guo Puzeng.
Le Shanhaijing contenait à l’origine des illustrations encore connues au IVe siècle, puisque Tao Yuanming les mentionne dans un poème. Certains pensent même que l’ouvrage fut composé autour d'elles, le texte actuel étant un commentaire ; elles disparurent par la suite. L’ouvrage fut de nouveau illustré sous les Qing.
L’attribution à Yu le Grand ou Bo Yi fut contestée dès les Wei du Nord par le mandarin Li Daoyuan, qui le premier y vit la trace de multiples auteurs. L’attribution originelle conserva néanmoins longtemps des partisans.

## Composition
Le Shanhaijing comprend 39 textes répartis en 18 fascicules, pour un total de 31 000 caractères. L’ensemble est divisé en cinq sections :
- Le Livre des montagnes [11] ou Livre des montagnes des cinq trésors [12], en 5 fascicules, représente les deux tiers de l’ouvrage. Considérée comme la partie la plus ancienne, cette section contient le plus d’informations géographiques.
- Le Livre des terres au delà des mers [13] en quatre fascicules ;
- Le Livre des terres entre les mers [14] en quatre fascicules ;
- Le Livre des vastes étendues sauvages [15] en quatre fascicules est considéré comme le plus fantaisiste ; il mentionne une soixantaine de contrées lointaines peuplées d’êtres fantastiques.
- Le Livre des terres entre les mers en un fascicule, reprend le titre du troisième livre.

## Contenu

### Géographie

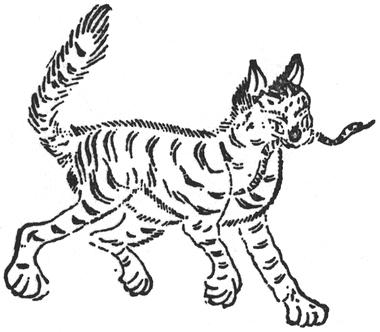
Chien céleste à l'origine des éclipses.

Plus de cinq cents montagnes sont mentionnées, assorties d’indications concernant leur position, altitude, accessibilité, forme, zones basses, superficie, et parfois végétation et enneigement. Plus de trois cents cours d’eau sont signalés, avec mention de leurs périodes de basses eaux, des lacs et puits voisins. Parmi les ressources naturelles, animales, végétales ou minérales, ces dernières sont les plus fréquemment citées : quelque trois cents sites et près de 80 variétés réparties en quatre catégories (métal, jade, pierre, sol), avec leurs caractéristiques (éclat, transparence, etc.). Joseph Needham a souligné la valeur de ces informations ; les historiens chinois placent les auteurs du Shanhaijing sur le même plan que Théophraste, père de la pétrologie.
　　
Le monde du Shanhaijing offre une certaine ressemblance avec celui décrit par Zou Yan : terres centrales entourées de quatre mers au-delà desquelles se trouvent des terres éloignées, le tout orienté selon quatre directions autour du centre. Les dimensions précises du monde « sous le ciel » y sont indiquées : 28 000 lis d’est en ouest, 26 000 du nord au sud.
Les lieux qui ont pu être identifiés se répartissent sur une superficie comprise entre le cours moyen et inférieur du Fleuve Jaune, le Hunan occidental, l’archipel Zhoushan (Zhejiang) et les côtes du Guangdong. Les informations les plus précises sont concentrées dans une zone ayant l’actuelle Luoyang pour centre. Elles présentent une certaine concordance avec les indications du Tribut de Yu , chapitre du Shangshu. On peut donc supposer que c’est essentiellement dans cette région que l’ouvrage fut rédigé.

### Histoire et mythologie
Sous les Qing, le Livre des monts et des mers était discrédité comme ouvrage de référence géographique, mais n’en fit pas moins l’objet de deux importantes éditions commentées en raison de son intérêt littéraire. C’est en effet la principale source des légendes de la Chine ancienne, probablement considérées comme des informations historiques par ses rédacteurs. Nüwa répare le ciel brisé, L’archer Yi abat les neuf soleils, Chang'e s’envole dans la lune sont trois des nombreux mythes rapportés par l’ouvrage. Certains ne se trouvent que dans le Shanhaijing, qui est devenu un matériau d’étude essentiel pour les spécialistes de la mythologie et du folklore chinois ancien.

## Place dans la bibliographie chinoise

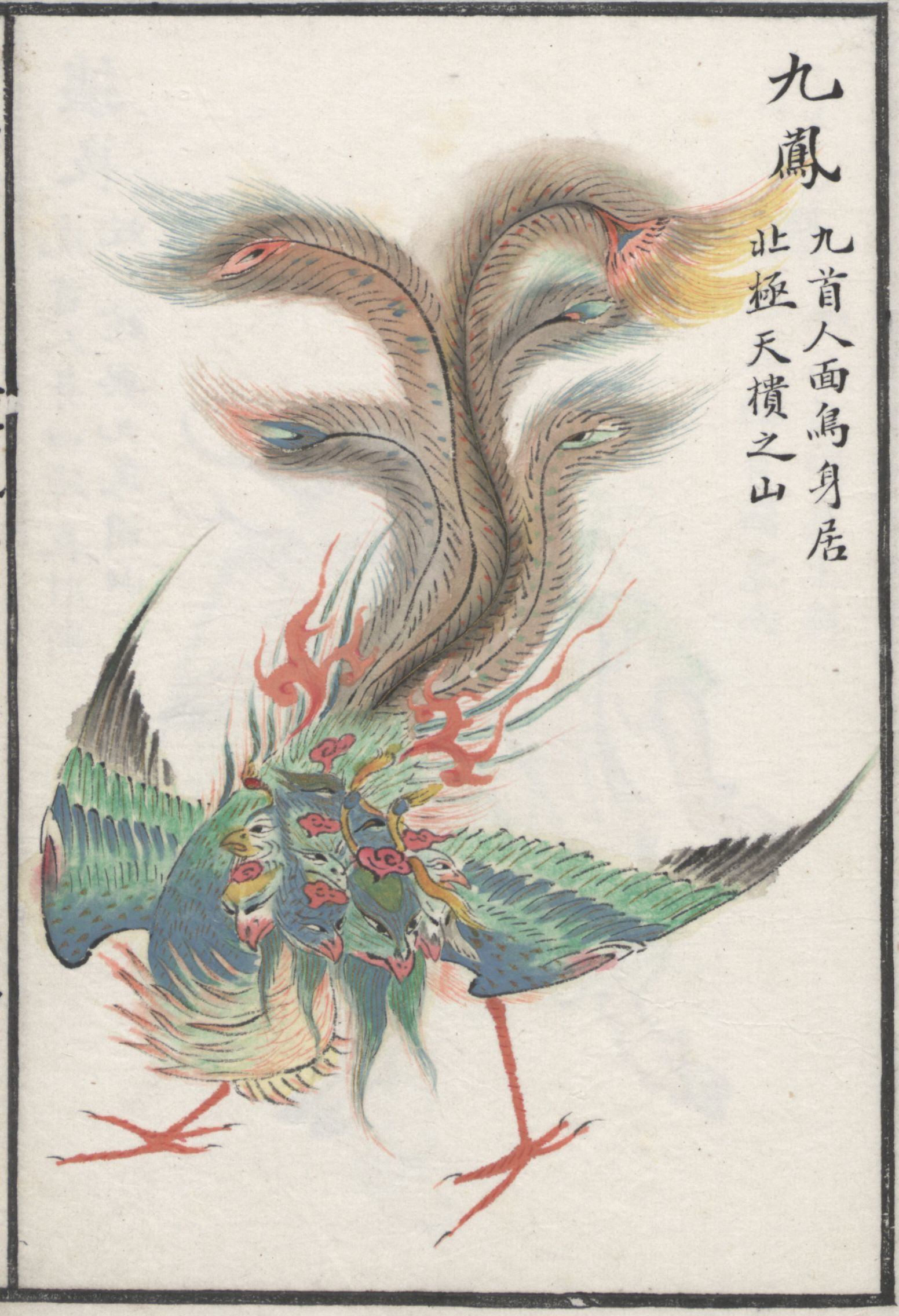
Phénix à neuf têtes, dynastie Qing

On s’accorde à penser que le Livre des monts et des mers a vu le jour comme ouvrage géographique, historique et folklorique. À ce titre, il n’a pas fait l'objet de la censure des légistes de la dynastie Qin. Ses premiers éditeurs le considéraient comme un livre de géographie. La section Littérature du Livre des Han le range curieusement dans les écrits des logiciens et des légistes. Selon le Livre des Han postérieurs, c’est un ouvrage technique. Sous les Han orientaux, il fut inclus dans les ouvrages de référence offerts par l’empereur Mingdi à Wang Jing, chargé de la lutte contre les inondations. Son glossateur des Jin, Guo Puzeng, y voit une référence géographique sérieuse, et Li Daoyuan des Wei du Nord le cite près de 80 fois dans son ouvrage de géographie. Cette réputation subsiste sous les Sui et les Tang, mais Hu Yinglin des Ming y voit un recueil d’histoires fantastiques. Le Sikuquanshu  des Qing le range dans les fictions.
Au XXe siècle, sa valeur géographique a été réévaluée par des spécialistes comme Gu Jiegang de l’Academia Sinica et Tan Qixie (1911-1992) de l’Académie des sciences de Chine, qui pensait reconnaitre dans la section Nord du Livre des montagnes une assez bonne description de l’ancien cours du fleuve Jaune.

## Traductions
- Rémi Mathieu, Etude sur la mythologie et l'ethnologie de la Chine ancienne : Traduction annotée du Shanhai jing, Paris, Collège de France, Institut des hautes études chinoises : Diffusion De Boccard, 1983, 1217 p. (ISBN 2-85757-030-9) Deux volumes: 141 pages et 1217 pages.
- Léon de Rosny (trad. oui), Chan-hai-king : Antique géographie chinoise, J. Maisonneuve, 1891 (lire en ligne) Volume 1 : Réédition Nabu Press, 2010, 326 pages,  (ISBN 1146039921)
- Émile Burnouf (trad. oui), Le Chan-Haï-King. Livre des montagnes et des mers. Livre II. Montagnes de l'Ouest..., 1875 Compte rendu et extraits sur le site de la BNF, Gallica
- The Classic of Mountains and Seas, Penguin Classics, 2000,  (ISBN 0-14-044719-9)